# Diplodon
Diplodon é um género de bivalve da família Hyriidae. Descrito por Johann Baptist von Spix, em 1827.
Este género contém as seguintes espécies:
- Diplodon dunkerianus
- Diplodon expansus
- Diplodon fontaineanus
- Diplodon pfeifferi
- Diplodon granosus